# Megobaralipton granuliferum
Megobaralipton granuliferum là một loài bọ cánh cứng trong họ Cerambycidae.